# Дзердзеевский, Борис Львович
Борис Львович Дзердзее́вский (14 [26] сентября 1898, Чернигов — 25 апреля 1971, Москва, РСФСР, СССР) — советский климатолог, заслуженный деятель науки и техники РСФСР.

## Биография
Родился 14 (26 сентября) 1898 года в Чернигове (ныне Украина). Сын служащего сахарного завода. Окончил Киевскую гимназию и в 1920—1923 годах — прошёл курс Института народного образования (ИНО).
Его первая печатная статья на астрономическую тематику, появилась в 1920 году в «Мироведении».
В 1922 году стал заведующим метеорологической станцией и затем метеорологической сетью, так называемого, Шепетовского «куста» Сахаротреста, которая в 1926 году была передана в Украинскую метеорологическую службу — Укрмет.
С 1923 работал в системе Гидрометеорологической службы СССР, затем перешёл на работу в Западно-Сибирское бюро погоды и переехал из Киева в Сибирь.
С декабря 1930 года Б. Л. Дзердзеевский стал сотрудником и ученым секретарем Центрального Бюро погоды (ЦБП) СССР. Он был также секретарем редакции нового «Журнала геофизики» (1931).
С 1934 — начальник отдела службы погоды и ледовой информации Главсевморпути; руководил метеорологическим обеспечением первых регулярных полётов авиации в Арктике.
Участник 1-й экспедиции на Северный полюс (1937—1938) и воздушной высокоширотной экспедиции «Север» (1937).
С 1940 — заведующий лабораторией ИТГАН, где под его руководством были разработаны новые методы и аппаратура для исследования верхней атмосферы. Член ВКП(б) с 1948 года.
С 1950 — заведующий отделом климатологии ИГАН, где проводил исследования по физике приземного слоя воздуха (тепловой баланс леса и поля, разработка методов борьбы с суховеями) и сверхдолгосрочным (на 20—25 лет) прогнозам погоды. Доктор физико-математических наук (1942), профессор (1950).
Умер 25 апреля 1971 года в Москве. Похоронен на Введенском кладбище (29 уч.).

## Научная деятельность
Выполнил цикл исследований циркуляции атмосферы, её колебаний и связанных с ними изменений климата. Разработал типизацию атмосферных процессов внетропических широт Северного полушария на основе выделенных элементарных циркуляционных механизмов.
Доказал, что атмосферная деятельность в Арктике и в более низких широтах протекает идентично.
Большую практическую важность имели работы Б. Л. Дзердзеевского о метеорологии засухи как в её макроклиматическом, так и микроклиматическом аспектах. Эти исследования были организованы им как в Институте географии, так и в созданной для этого Комплексной научно-исследовательской экспедиции, работавшей в 1951 году в Прикаспии и изучавшей микроклимат степного и полупустынного ландшафта этого района.
Основные результаты исследований обобщены в работе «Циркуляционные механизмы в атмосфере Северного полушария в 20 столетии» (1968).

### Избранные публикации
- Дзердзеевский Б. Л., Курганская З. М., Витвицкая З. М. Типизация циркуляционных механизмов в Северном полушарии и характеристика синоптических сезонов // Труды НИУ ГУГМС. Гидрометеоиздат. 1946.
- Дзердзеевский Б. Л. Воздушный океан / Б. Л. Дзердзеевский, д-р физ.-мат. наук. — М.; Л.: Гостехиздат, 1946. — 40 с. — (Научно-популярная библиотека).
- Дзердзеевский Б. Л. Воздушный океан / Б. Л. Дзердзиевский, д-р физ.-мат. наук. — Молотов: Молотовгиз, 1947. — 40 с.
- Дзердзеевский Б. Л. Воздушный океан. — М.: Воениздат, 1952. — 128 с. — (Научно-популярная библиотека солдата).
- Дзердзеевский Б. Л. Значение анализа общей циркуляции атмосферы при установлении границ сухих и влажных областей // Вопросы географии. М.-Л. Издательство АН СССР. 1956.
- Дзердзеевский Б. Л. Общая циркуляция атмосферы и климат: Избранные труды. М. Наука 1975

## Награды и премии
- заслуженный деятель науки и техники РСФСР (1970)
- Сталинская премия второй степени (1946) — за исследования в области метеорологии, результаты которых изложены во II томе трудов дрейфующей станции «Северный полюс» (1945).
- Сталинская премия второй степени (1950)— за разработку нового метода исследования атмосферы
- орден Красной Звезды
- медали